# Saturday Night (Lied)
Saturday Night ist ein Lied der dänischen Sängerin Whigfield aus dem Jahr 1992. Es wurde von Larry Pignagnoli gemeinsam mit Davide Riva geschrieben und schon 1992 in Italien und 1993 in verschiedenen Ländern veröffentlicht, bevor es im Juni 1994 weltweit als Single erschien und zu einem Hit wurde.

## Hintergrund
Saturday Night wurde von Larry Pignagnoli mit Davide Riva geschrieben und von Pignagnoli produziert. Die weltweit erfolgreiche Version erschien im Juni 1994 über das Label X-Energy bzw. ZYX Music als Single. Es handelt sich um einen Midtempo-Eurodance, Eurohouse- oder Europop-Song. Strophen und Refrain sind musikalisch nahezu identisch, unterbrochen von einem Keyboardmotiv. Im Songtext geht es darum, an einem Samstagabend mit einer angesprochenen Person feiern zu gehen („Saturday night, dance, I like the way you move / Pretty baby / It’s party time and not one minute we can lose / Be my baby…)“.

## Musikvideo
Auch ein Musikvideo wurde zu dem Song gedreht. Es zeigt Whigfield vor einem Schminktisch zunächst in Handtücher gewickelt, wie sie sich ausgehfertig macht und dabei tanzt. Es wurde bei YouTube mehr als 108 Millionen Mal abgerufen. Das Video wurde am 13. August 1994 in London aufgenommen und von La La Land produziert.

## Jahreslisten
In den Bravo-Jahrescharts 1994 erreichte Saturday Night mit 193 Punkten den 17. Platz.

## Kommerzieller Erfolg

### Chartplatzierungen
| ChartsChartplatzierungen     | Höchstplatzierung | Wochen |
| ---------------------------- | ----------------- | ------ |
| Deutschland (GfK)            | 1 (27 Wo.)        | 27     |
| Österreich (Ö3)              | 4 (16 Wo.)        | 16     |
| Schweiz (IFPI)               | 1 (26 Wo.)        | 26     |
| Vereinigtes Königreich (OCC) | 1 (24 Wo.)        | 24     |

| ChartsJahrescharts (1994)    | Platzierung |
| ---------------------------- | ----------- |
| Deutschland (GfK)            | 16          |
| Schweiz (IFPI)               | 23          |
| Vereinigtes Königreich (OCC) | 2           |

### Auszeichnungen für Musikverkäufe
| Land/Region                  | Auszeichnungen für Musikverkäufe (Land/Region, Auszeichnung, Verkäufe) | Verkäufe  |
| ---------------------------- | ---------------------------------------------------------------------- | --------- |
| Deutschland (BVMI)           | Platin                                                                 | 500.000   |
| Frankreich (SNEP)            | Silber                                                                 | 125.000   |
| Norwegen (IFPI)              | Gold                                                                   | 25.000    |
| Spanien (Promusicae)         | Platin                                                                 | 60.000    |
| Vereinigtes Königreich (BPI) | 2× Platin                                                              | 1.200.000 |
| Insgesamt                    | 1× Silber · 1× Gold · 4× Platin ·                                      | 1.910.000 |